# All the Good Times
Albums de Nitty Gritty Dirt Band
Uncle Teddy & His Dod Teddy
(1970) Will the Circle Be Unbroken
All the Good Times (1971) est un album du groupe de country-folk-rock américain  Nitty Gritty Dirt Band.

## Présentation
All the Good Times est le sixième album du Nitty Gritty Dirt Band, il précède Will be Circle Be Unbroken qui obtiendra plus de succès en étant lé 4e album de country au Billboard en 1973.
Il comprend plusieurs reprises, dont Jamaica, Say You Will de Jackson Browne, Diggy Liggy Lo et Jambalaya (On the Bayou) de  Hank Williams.

## Liste des titres
1. Sixteen Tracks (Jeff Hanna / Jim Ibbotson) - 5:22
2. Fish Song (Jimmie Fadden) - 4:28
3. Jambalaya (On the Bayou) (Hank Williams) - 3:20
4. Down In Texas (Eddie Hinton) - 2:20
5. Creepin' Round Your Back Doot (Jimmie Fadden) - 2:52
6. Daisy (Jim Ibbotson) - 2:50
7. Slim Carter (Kenny O'Dell) - 3:02
8. Hoping To Say (David Hanna) - 3:20
9. Baltimore (Jim Ibbotson) - 3:44
10. Jamaica, Say You Will (Jackson Browne) - 3:29
11. Do You Feel It Too (Richie Furay) - 3:15
12. Civil War Trilogy (Walter McEuen) - 1:53
13. Diggy Liggy Lo (J. D. Miller) - 2:20

## Musiciens
- Jeff Hanna – guitare, chant
- Jimmie Fadden – batterie, guitare, harmonica, chant
- John McEuen –  guitare, chant
- Jim Ibbotson - batterie, guitare, claviers
- Les Thompson – guitare basse, guitare, chant

Autres musiciens
- Randy Scruggs - guitare acoustique
- Norman Blake - dobro
- Ellis Padgett - basse acoustique